# Kim Tân, Kim Thành
Kim Tân là một xã thuộc huyện Kim Thành, tỉnh Hải Dương, Việt Nam.
Diện tích đất tự nhiên của xã là 8,6km², với dân số 8.435 người, mật độ dân số trung bình 981 người/km². Phía Đông Nam của huỵên Kim Thành có trục đường huyện lộ 166 nối từ trục đường 388 thuộc địa phận xã Kim Đính chạy dọc theo địa bàn xã từ phía Tây về phía Đông sang huyện An Dương thành phố Hải Phòng; Phía Bắc giáp xã Kim Lương, Kim Khê, Kim Anh huyện Kim Thành, phía Tây giáp xã Ngũ Phúc, Kim Đính, Bình Dân, huyện Kim Thành, phía Đông giáp xã Lê Thiện, huyện An Dương, thành phố Hải Phòng, phía Nam giáp xã Cẩm La, xã An Hoà (huyện An Dương- Hải Phòng), địa bàn xã kéo dài hơn 5 km bốn bề là sông bao bọc bởi hệ thống An Kim hải và sông Sái, sông Chẩu hàng năm được bồi đắp thêm phù sa cho đồng ruộng.

## Lịch sử hình thành
Dưới thời phong kiến, địa bàn xã Kim Tân gồm bốn làng là: Làng Nành, làng Nổ, làng Gạo, làng Rong, thuộc tổng Phù Tải, phủ huyện Kim Thành.
Sau cách mạng Tháng Tám năm 1945, bốn làng được hợp nhất thành một xã lấy tên là xã Tân Dân. Năm 1956, thực hiện cải cách ruộng đất, đội cải cách ruộng đất đổi tên xã Tân Dân thành xã Kim Tân. Hiện nay Kim Tân là một trong 7 xã của khu C huyện Kim Thành.
Với tinh thần lao động cần cù, chịu khó, nhân dân đã tích cực tham gia đào mương, khai hoang phục hoá, làm thuỷ lợi, đắp đê ngăn lũ chống thiên tai, bão lụt. Chính vì vậy mà nhân dân xã Kim Tân đã cấy được hai vụ lúa cho năng suất cao. Ngoài ra, nhân dân còn trồng nhiều cây màu như: củ đậu, bắp cải, su hào, rau các loại…cho thu nhập khá, Bên cạnh đó, các ngành nghề thủ công nghiệp và dịch vụ cũng phát triển khá mạnh, hầu hết lực lượng lao động trẻ tại địa phương làm việc trong các khu công nghiệp ở Hải Phòng, Hải Dương có thu nhập ổn định. Đời sống vật chất và tinh thần của nhân dân ngày càng được nâng cao, cơ sở vật chất được đầu tư xây dựng đáp ứng công cuộc đổi mới và hội nhập của đất nước.

## Đơn vị hành chính
Địa bàn xã được chia làm 4 thôn: Hải Ninh, Viên Chử, Thiên Đông, Thiên Xuân với 18 đội , trong đó:
+ Thôn Hải Ninh có 5 đội: Từ đội 1 đến đội 5.
+ Thôn Viên Chử có 6 đội: Từ đội 6 đến đội 10 và đội 18.
+ Thôn Thiên Đông có 3 đội: Từ đội 11 đến đội 13.
+ Thôn Thiên Xuân có 4 đội: Từ đội 14 đến đội 17
- Trụ sở làm việc của xã đặt ở thôn Viên Chử, cạnh trục đường huyện lộ 166.